# Destréhan
Destréhan est une communauté non-incorporée de l'État américain de la Louisiane, située dans la paroisse de Saint-Charles. Selon le recensement de 2000, sa population est de 11 260 habitants. Elle est nommée en l'honneur de Jean Noël Destréhan, homme politique créole du XIXe siècle. La Plantation Destrehan, construite en 1787, est un site touristique populaire.